# Самородова, Александра Анатольевна
Александра Анатольевна Самородова (родилась 7 июня 1988 года) — российская футболистка (игрок в мини-футбол и пляжный футбол), выступающая на позиции нападающей. Мастер спорта России международного класса (2014).

## Биография
Родилась в Архангельске, проживала в городе Ефремов Тульской области. Ранее выступала за санкт-петербургский мини-футбольный клуб «Аврора» и за тюменский клуб «Запсибколледж». С 2019 года игрок нижегородской команды «Норманочка» и её капитан, с которой стала чемпионом России в 2021 году; в 2022 году стала с ней бронзовым призёром клубного Кубка мира в Бразилии. Выступала также в чемпионате России по пляжному футболу в 2017—2018 годах за калининградскую команду «Альфа-09» (бронзовый призёр розыгрышей 2017 и 2018 года). В ноябре 2023 года перенесла операцию на колене.
В составе женской сборной России дебютировала 16 апреля 2010 года в товарищеском матче против Испании (поражение 0:1). Участвовала во всех шести неофициальных чемпионатах мира по мини-футболу, в 2013 году стала бронзовым призёром чемпионата мира. Бронзовый призёр чемпионата Европы 2019 года, на котором была капитаном команды. Также призывалась в сборную по пляжному футболу и была её капитаном: вместе со сборной по пляжному футболу выиграла Кубок Европы, обыграв в финале Испанию.